# Rostroculodes schneideri
Rostroculodes schneideri är en kräftdjursart som först beskrevs av Georg Ossian Sars 1895.  Rostroculodes schneideri ingår i släktet Rostroculodes och familjen Oedicerotidae. Inga underarter finns listade i Catalogue of Life.